# Mladý hvězdný objekt

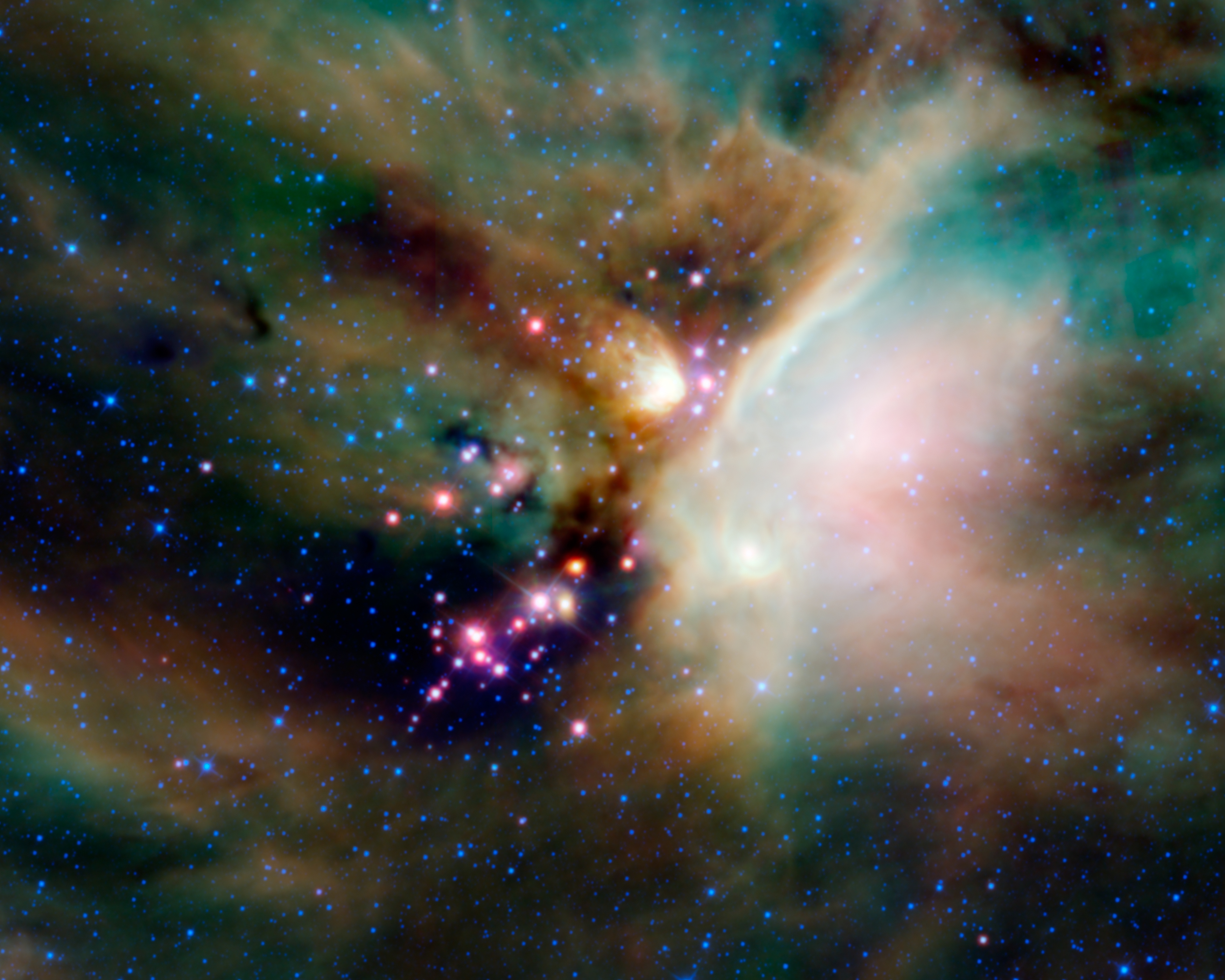
Mladé hvězdné objekty v soustavě mračen kolem hvězdy Ró Ophiuchi

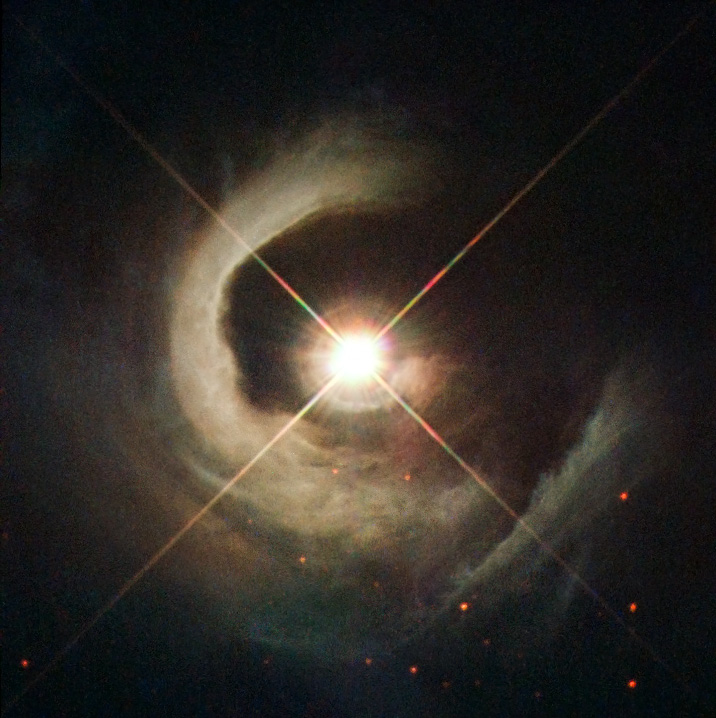
V1331 Cyg, mladý hvězdný objekt obklopený reflexní mlhovinou

Mladý hvězdný objekt (anglicky Young Stellar Object - YSO) je obecné označení hvězdy v raném období vzniku. Je to souhrnné označení pro protohvězdy a hvězdy před hlavní posloupností.

## Třídění podle hmotnosti
Mladé hvězdné objekty jsou často děleny podle hmotnosti:
- hmotné mladé hvězdné objekty
- středně hmotné mladé hvězdné objekty
- hnědí trpaslíci

## Třídění podle spektrálního rozdělení energie
Mladé hvězdné objekty se obyčejně třídí podle strmosti jejich spektrálního rozdělení energie způsobem, který v roce 1987 zavedl Charles J. Lada. Jeho původní návrh používal 3 třídy (I, II a III), které odpovídaly třem rozsahům hodnot spektrálního indexu {\displaystyle \alpha \,}:
{\displaystyle \alpha ={\frac {d\log(\lambda F_{\lambda })}{d\log(\lambda )}}}.
V tomto vztahu {\displaystyle \lambda \,} označuje vlnovou délku a {\displaystyle F_{\lambda }} je hustota světelného toku.
Spektrální index {\displaystyle \alpha \,} se počítá v rozsahu vlnových délek 2,2 až 20 {\displaystyle {\mu }m} (blízké a střední infračervené záření). Skupina vědců pod vedením Philippa Andreho v roce 1993 zavedla další třídu 0, kam zařadila objekty se silným submilimetrovým zářením, které však září velmi slabě na vlnových délkách {\displaystyle {\lambda }<10\ {\mu }m}.
Následný výzkum o rok později vyústil v zavedení páté třídy s plochým spektrem.
Rozdělení objektů do pěti tříd podle hodnoty spektrálního indexu {\displaystyle \alpha \,}:
- Třída 0: nejsou zjistitelné na vlnové délce {\displaystyle {\lambda }<20\ {\mu }m}
- Třída I: {\displaystyle {\alpha }>0.3}
- Ploché spektrum: {\displaystyle 0.3>{\alpha }>-0.3}
- Třída II: {\displaystyle -0.3>{\alpha }>-1.6}
- Třída III: {\displaystyle {\alpha }<-1.6}

Tento způsob třídění zhruba odpovídá postupnému vývoji. Předpokládá se, že ze silně zahalených objektů třídy 0 se rozptýlením jejich vnějších vrstev stanou objekty třídy I a později se mohou stát opticky viditelnými objekty jako hvězdy před hlavní posloupnosti.

## Vlastnosti
Mladé hvězdné objekty jsou často doprovázeny jevy raného hvězdného vývoje: výtrysky a dvoupólové proudy plynů, masery, Herbigovy-Harovy objekty a protoplanetární disky.